# Gustaf Lewenhaupt
Carl Gustaf Sixtensson Lewenhaupt (Örebro, 20 d'agost de 1879 - Estocolm, 7 d'agost de 1962) va ser un comte, oficial de l'exèrcit, genet i pentatleta suec que va competir a començaments del segle xx. Era germà del també esportista olímpic Charles Lewenhaupt.
El 1912 va prendre part en els Jocs Olímpics d'Estocolm, on va guanyar la medalla d'or en la prova de salts d'obstacles per equips del programa d'hípica, formant equip amb Gustaf Kilman, Hans von Rosen i Fredrik Rosencrantz, amb el cavall Medusa; mentre en la prova individual fou novè. En aquests mateixos Jocs també va disputar la competició de pentatló modern, on fou dissetè.